# 長崎県の灯台一覧
長崎県の灯台一覧（ながさきけんのとうだいいちらん）は、長崎県にある灯台及び、照射灯、灯標などの光波標識をまとめた一覧である。

## 灯台
- 芦辺港灯台 長崎県壱岐市（龍神埼の南南西方約1.0キロメートル）
- 伊王島灯台 長崎県長崎市（伊王島）
- 尉殿埼灯台 長崎県対馬市（尉殿埼）
- 壱岐乙島灯台 長崎県壱岐市（乙島）
- 壱岐郷ノ瀬灯台 長崎県壱岐市（郷ノ瀬）
- 壱岐大瀬灯台 長崎県壱岐市（大瀬）
- 壱岐長島灯台 長崎県壱岐市（長島）
- 芋埼灯台 長崎県対馬市（芋埼）
- 於手石鼻灯台 長崎県松浦市（於手石鼻）
- 黄島灯台 長崎県五島市（黄島）
- 沖椎根島灯台 長崎県対馬市（沖椎根島）
- 下枯木島灯台 長崎県平戸市（下枯木島）
- 海豚鼻灯台 長崎県壱岐市（海豚鼻）
- 貝瀬灯台 長崎県松浦市（貝瀬）
- 掛り先鼻灯台 長崎県奈留島港（掛り先鼻）
- 笠山鼻灯台 長崎県五島市（笠山鼻）
- 樺島灯台 長崎県長崎市（樺島）
- 兜島灯台 長崎県西海市（兜島）
- 牛ケ首灯台 長崎県佐世保市（高島牛ケ首）
- 魚固島灯台 長崎県松浦市（魚固島）
- 魚釣埼灯台 長崎県壱岐市（魚釣埼）
- 郷埼灯台 長崎県対馬市（郷埼）
- 玉之浦港荒川灯台 長崎県五島市（キー埼）
- 玉之浦黒瀬灯台 長崎県五島市（黒瀬）
- 琴埼灯台 長崎県対馬市（琴埼）
- 金井埼灯台 長崎県松浦市（金井埼）
- 金城岩灯台 長崎県壱岐市（金城岩）
- 串島灯台 長崎県南松浦郡新上五島町（串島）
- 継子瀬灯台 平串埼灯台（長崎県南松浦郡新上五島町）の北北西方約1.5キロメートル
- 古志岐島灯台 長崎県佐世保市（古志岐島）
- 五島黒瀬灯台 長崎県北松浦郡小値賀町（黒瀬）
- 五島柏埼灯台 長崎県五島市（柏埼）
- 五島白瀬灯台 長崎県北松浦郡小値賀町（白瀬）
- 五島棹埼灯台 長崎県南松浦郡新上五島町（棹埼）
- 御床島灯台 長崎県西海市（御床島）
- 御神島灯台 長崎県平戸市（尾上島）
- 口之津灯台 長崎県南島原市（土平埼）
- 広瀬灯台 長崎県平戸市（広瀬）
- 高後埼灯台 長崎県佐世保市（高後埼）
- 黒ミ埼灯台 長崎県対馬市（黒崎島黒ミ埼）
- 黒瀬鼻灯台 長崎県五島市（黒瀬鼻）
- 黒母瀬灯台 長崎県佐世保市（黒母瀬）
- 佐世保港弁天島灯台 長崎県佐世保港第1区（弁天島）
- 崎瀬鼻灯台 長崎県平戸市（度島崎瀬鼻）
- 三ツ瀬灯台 長崎県長崎市（三ツ瀬）
- 三井楽長崎鼻灯台 長崎県五島市（長崎鼻）
- 三根港新埼灯台 長崎県対馬市（新埼）
- 三島灯台 長崎県対馬市（三島）
- 糸串鼻灯台 長崎県五島市（糸串鼻）
- 若宮灯台 長崎県壱岐市（若宮島）
- 手長島灯台 長崎県壱岐市（手長島）
- 女島灯台 長崎県五島市（女島）
- 上県灯台 長崎県対馬市（伊奈埼の北方約1.1キロメートル）
- 神埼灯台 長崎県対馬市（神埼）
- 神集島港宮埼灯台 長崎県唐津市（神集島宮埼）
- 針尾瀬戸弁天島灯台 長崎県西海市（弁天島）
- 水之浦港魚津ケ埼灯台 長崎県五島市（魚津ケ埼）
- 瀬詰埼灯台 長崎県南島原市（瀬詰埼）
- 生月長瀬鼻灯台 長崎県平戸市（長瀬鼻）
- 青砂埼灯台 長崎県平戸市（青砂埼）
- 赤ハエ鼻灯台 長崎県五島市（多々良島赤ハエ鼻）
- 折瀬鼻灯台 長崎県対馬市（折瀬鼻）
- 舌埼灯台 長崎県対馬市（舌埼）
- 相ノ島灯台 長崎県芦辺港（瀬戸防波堤外端）
- 相瀬灯台 長崎県佐世保市（相瀬）
- 対馬黒島灯台 長崎県対馬市（黒島）
- 対馬瀬鼻灯台 長崎県佐世保市（対馬瀬鼻）
- 対馬鼠島灯台 長崎県対馬市（鼠島）
- 対馬長崎鼻灯台 長崎県対馬市（長崎鼻）
- 対馬棹埼灯台 長崎県対馬市（棹埼）
- 鯛之浦港寒古島灯台 長崎県南松浦郡新上五島町（寒古島）
- 大瀬埼灯台 長崎県五島市（大瀬埼）
- 大中瀬戸西灯台 長崎県長崎市（伊王島灯台の南東方約3.3キロメートル）
- 大立神灯台 長崎県長崎市（大立神）
- 大立島灯台 長崎県西海市（大立島）
- 大碆鼻灯台 長崎県平戸市（大碆鼻）
- 大蟇島大瀬灯台 大蟇島三角点（長崎県西彼杵郡外海町）の北西方約1.9キロメートル
- 鷹ノ巣鼻灯台 長崎県五島市（椛島鷹ノ巣鼻）
- 竹敷港樽ケ浜灯台 長崎県対馬市（黒ミ埼灯台の南南西方約2.0キロメートル）
- 長崎港三菱重工蔭ノ尾岸壁灯台 長崎県長崎港第3区（三菱重工長崎造船所蔭ノ尾岸壁先端）
- 津崎鼻灯台 長崎県松浦市（津崎鼻） - 灯台のプレートには津埼灯台。
- 津和崎灯台 長崎県南松浦郡新上五島町（津和崎）
- 的山大島曲り鼻灯台 長崎県平戸市（的山大島曲り鼻）
- 的山大島長崎鼻灯台 長崎県平戸市（長崎鼻）
- 田島灯台 長崎県西海市（田島）
- 島原国埼灯台 長崎県雲仙市（国埼）
- 島原灯台 長崎県島原市（白山三角点の東北東約1.1キロメートル）
- 豆酘埼灯台 長崎県対馬市（豆酘埼）
- 頭島南灯台 長崎県西海市（頭島の南方約200メートル）
- 南風埼灯台 長崎県平戸市（南風埼）
- 二神島灯台 長崎県平戸市（二神島）
- 馬ノ頭鼻灯台 長崎県平戸市（馬ノ頭鼻）
- 斑島灯台 長崎県北松浦郡小値賀町（斑島トコリノ鼻）
- 彼瀬埼灯台 長崎県対馬市（彼瀬埼）
- 比田勝港雷埼灯台 長崎県対馬市（雷埼）
- 肥前横島灯台 長崎県平戸市（横島）
- 肥前黒瀬灯台 長崎県長崎市（黒瀬）
- 肥前端島灯台 長崎県長崎市（端島）
- 肥前長崎鼻灯台 長崎県佐世保市（長崎鼻）
- 尾上島灯台 長崎県平戸市（尾上島）
- 富江港灯台 長崎県五島市（シヤ埼の南東方約1.7キロメートル）
- 平串埼灯台 長崎県南松浦郡新上五島町（平串埼）
- 平戸牛ケ首灯台 長崎県平戸市（牛ケ首）
- 平戸港灯台 長崎県平戸港（常灯ノ鼻の南方約220メートル）
- 平島灯台 長崎県西海市（平島相埼）
- 万関瀬戸西口灯台 長崎県対馬市（万関瀬戸西口）
- 万関瀬戸東口灯台 長崎県対馬市（万関瀬戸東口）
- 名島灯台 長崎県壱岐市（名島前島）
- 面高白瀬灯台 長崎県西海市（白瀬）
- 耶良埼灯台 長崎県対馬市（耶良埼）
- 野母港口ノ平灯台 長崎県長崎市（野母港灯台の南西方約60メートル）
- 野母港灯台 長崎県長崎市（野母北浦灯台の東南東方約530メートル）
- 野母北浦灯台 長崎県長崎市（権現山の北東方約1.7キロメートル）
- 矢堅目埼灯台 長崎県南松浦郡新上五島町（矢堅ノ鼻）
- 有福島灯台 長崎県南松浦郡新上五島町（有福島）
- 立小島灯台 長崎県五島市（立小島）

## 防波堤灯台
- ハウステンボス南防波堤灯台 長崎県佐世保市（ハウステンボス南防波堤外端）
- 阿翁浦港沖防波堤灯台 長崎県松浦市（阿翁浦港沖防波堤外端）
- 阿翁浦港北防波堤灯台 長崎県松浦市（阿翁浦港北防波堤外端）
- 阿須湾港南防波堤灯台 長崎県対馬市（阿須湾港南防波堤外端）
- 阿連港A防波堤灯台 長崎県対馬市（阿連港A防波堤外端）
- 芦辺港外防波堤南灯台 長崎県芦辺港（外防波堤南端）
- 芦辺港瀬戸防波堤灯台 長崎県芦辺港（瀬戸防波堤外端）
- 芦辺港南防波堤灯台 長崎県芦辺港（南防波堤外端）
- 伊王島港仙崎新防波堤灯台 長崎県長崎市（伊王島港仙崎新防波堤外端）
- 伊奈港志多留防波堤灯台 長崎県対馬市（伊奈港志多留防波堤外端）
- 伊奈港西防波堤灯台 長崎県対馬市（伊奈港西防波堤外端）
- 伊福貴港島防波堤西灯台 長崎県五島市（伊福貴港島防波堤西端）
- 壱岐大島港東防波堤灯台 長崎県壱岐市（大島港東防波堤外端）
- 印通寺港沖防波堤灯台 長崎県壱岐市（印通寺港沖防波堤外端）
- 臼浦港楠泊東防波堤灯台 長崎県臼浦港（楠泊東防波堤外端）
- 越高港御園島防波堤灯台 長崎県対馬市（越高港御園島防波堤外端）
- 樺島港外防波堤灯台 長崎県長崎市（樺島港外防波堤外端）
- 樺島港東防波堤灯台 長崎県長崎市（樺島港東防波堤外端）
- 樺島港南防波堤灯台 長崎県長崎市（樺島港南防波堤外端）
- 鴨居瀬港西防波堤灯台 長崎県対馬市（鴨居瀬港西防波堤外端）
- 丸田港南防波堤灯台 長崎県西海市（丸田港南防波堤外端）
- 岩瀬浦港北防波堤灯台 長崎県南松浦郡新上五島町（岩瀬浦港北防波堤外端）
- 久喜港中防波堤灯台 長崎県壱岐市（久喜港中防波堤外端）
- 久根浜港東防波堤灯台 長崎県対馬市（久根浜港東防波堤西端）
- 宮ノ浦港西防波堤灯台 長崎県平戸市（宮ノ浦港西防波堤外端）
- 京泊港西防波堤灯台 長崎県雲仙市（京泊港西防波堤外端）
- 京泊港中ノ場3号防波堤灯台 長崎県雲仙市（京泊港中ノ場3号防波堤外端）
- 郷ノ浦港鎌崎防波堤灯台 長崎県郷ノ浦港（鎌崎防波堤北端）
- 郷ノ浦港小崎浦南防波堤灯台 長崎県郷ノ浦港（小崎浦南防波堤外端）
- 郷ノ浦港北防波堤灯台 長崎県郷ノ浦港（北防波堤外端）
- 玉之浦港荒川北防波堤灯台 長崎県玉之浦港（荒川北防波堤外端）
- 玉之浦港防砂堤灯台 長崎県玉之浦港（防砂堤外端）
- 琴港西防波堤灯台 長崎県対馬市（琴港西防波堤外端）
- 琴港島防波堤東灯台 長崎県対馬市（琴港島防波堤東端）
- 九十九島湾大崎防波堤灯台 長崎県佐世保市（大崎防波堤外端）
- 恵美須港東防波堤灯台 長崎県壱岐市（恵美須港東防波堤外端）
- 厳原外防波堤灯台 長崎県厳原港（外防波堤外端）
- 厳原港外防波堤灯台 長崎県厳原港（外防波堤外端）
- 厳原港北防波堤灯台 長崎県厳原港（北防波堤外端）
- 口之津港東防波堤灯台 長崎県口之津港（東防波堤外端）
- 広瀬導流堤灯台 長崎県平戸市（広瀬導流堤外端）
- 高島港外防波堤灯台 長崎県佐世保市（高島港外防波堤外端）
- 高島港北防波堤灯台 長崎県佐世保市（高島港北防波堤外端）
- 国見多比良港沖防波堤灯台 長崎県雲仙市（多比良港沖防波堤東端）
- 国見多比良港北防波堤灯台 長崎県雲仙市（多比良港北防波堤外端）
- 黒瀬港南防波堤灯台 長崎県五島市（黒瀬港南防波堤外端）
- 黒島港沖防波堤東灯台 長崎県佐世保市（黒島港沖防波堤東端）
- 今福港西防波堤灯台 長崎県松浦市（今福港西防波堤外端）
- 佐尾港北防波堤灯台 長崎県南松浦郡新上五島町（佐尾港北防波堤外端）
- 嵯峨島港外防波堤灯台 長崎県五島市（嵯峨島港外防波堤外端）
- 崎浦港沖防波堤灯台 長崎県南松浦郡新上五島町（崎浦港沖防波堤東端）
- 崎山港沖防波堤南灯台 長崎県五島市（崎山港沖防波堤南端）
- 崎山港北防波堤灯台 長崎県五島市（崎山港北防波堤外端）
- 三井楽港沖防波堤灯台 長崎県五島市（三井楽港沖防波堤外端）
- 三重式見港三重東防波堤灯台 長崎県三重式見港（三重東防波堤外端）
- 三重式見港三重南防波堤西灯台 長崎県三重式見港（三重南防波堤西端）
- 三重式見港三重南防波堤東灯台 長崎県三重式見港（三重南防波堤東端）
- 三重式見港式見防波堤灯台 長崎県三重式見港（防波堤外端）
- 山下港南防波堤灯台 長崎県五島市（山下港南防波堤外端）
- 四港建厳原港防波堤仮設灯台 長崎県厳原港（防波堤外端）
- 四港建福江港3号防波堤北仮設灯台 長崎県福江港（3号防波堤北端)
- 志々伎浦港西防波堤灯台 長崎県平戸市（志々伎浦港西防波堤南端）
- 志多賀港沖防波堤灯台 長崎県対馬市（志多賀港沖防波堤外端）
- 獅子港沖防波堤南灯台 長崎県平戸市（獅子港沖防波堤南端）
- 時津港久留里埼防波堤灯台 長崎県西彼杵郡時津町（時津港久留里埼防波堤外端）
- 鹿見港久原防波堤灯台 長崎県対馬市（鹿見港久原防波堤外端）
- 女連港島防波堤北灯台 長崎県対馬市（女連港島防波堤北端）
- 勝本港6号防波堤灯台 長崎県勝本港（6号防波堤外端）
- 勝本港うの瀬新防波堤灯台 長崎県壱岐市（勝本港うの瀬新防波堤外端）
- 勝本港辰ノ島防波堤灯台 長崎県勝本港（辰ノ島防波堤外端）
- 小値賀港沖防波堤灯台 長崎県小値賀港（小値賀漁港沖防波堤東端）
- 小値賀港黒島南防波堤灯台 長崎県小値賀港（黒島南防波堤外端）
- 小値賀港新南防波堤灯台 長崎県小値賀港（新南防波堤外端）
- 小値賀港島防波堤灯台 長崎県小値賀港（島防波堤南端）
- 小長井港南防波堤灯台 長崎県諫早市（小長井港南防波堤外端）
- 小茂田港南防波堤灯台 長崎県対馬市（小茂田港南防波堤外端）
- 松島港釜ノ浦防波堤灯台 長崎県西海市（松島港釜ノ浦防波堤外端）
- 松島港松島防波堤灯台 長崎県西海市（松島港松島防波堤外端）
- 深江港沖防波堤灯台 長崎県南島原市（深江港沖防波堤外端）
- 神ノ浦港南防波堤灯台 長崎県佐世保市（神ノ浦港南防波堤外端）
- 針尾港北防波堤灯台 長崎県佐世保市（針尾港北防波堤外端）
- 須川港東防波堤灯台 長崎県南島原市（須川港東防波堤外端）
- 須川港灘防波堤C灯台 長崎県南島原市（須川港灘防波堤C外端）
- 水崎港外防波堤灯台 長崎県対馬市（水崎港外防波堤外端）
- 瀬戸港福島外防波堤灯台 長崎県西海市（瀬戸港福島外防波堤外端）
- 瀬戸港北防波堤南灯台 長崎県瀬戸港(北防波堤南端）
- 生月港館浦新南防波堤灯台 長崎県生月港（館浦新南防波堤外端）
- 生月港館浦新北防波堤灯台 長崎県生月港（館浦新北防波堤外端）
- 生月港館浦新北防波堤灯台置 長崎県生月港（館浦新北防波堤外端）
- 生月港島防波堤A南灯台 長崎県生月港（島防波堤A南端）
- 生月港北防波堤灯台 長崎県生月港（北防波堤外端）
- 西津屋港島防波堤灯台 長崎県対馬市（西津屋港島防波堤外端）
- 青方港国家石油備蓄基地船溜り波除堤灯台 長崎県青方港（上五島国家石油備蓄基地船溜り波除堤外端）
- 青方港国家石油備蓄基地北防波堤灯台 長崎県青方港（上五島国家石油備蓄基地北防波堤外端）
- 青方港石油備蓄船溜り波除堤灯台 長崎県青方港（上五島石油備蓄基地船溜り波除堤外端）
- 青方港石油備蓄北防波堤灯台 長崎県青方港（上五島石油備蓄基地北防波堤外端）
- 青方港大曽防波堤灯台 長崎県青方港（大曽防波堤外端）
- 千尋藻港外防波堤灯台 長崎県対馬市（千尋藻港外防波堤外端）
- 浅子港A防波堤灯台 長崎県佐世保市（浅子港A防波堤外端）
- 前津吉港沖防波堤灯台 長崎県津吉港（沖防波堤東端）
- 早福港沖防波堤北灯台 長崎県平戸市（早福港沖防波堤北端）
- 早福港防波堤北灯台 長崎県平戸市（早福港沖防波堤北端）
- 相浦港1号防波堤灯台 長崎県相浦港（1号防波堤外端）
- 太田港南防波堤灯台 長崎県南松浦郡新上五島町（太田港南防波堤外端）
- 対馬一重港沖防波堤南灯台 長崎県対馬市（一重港沖防波堤南端）
- 対馬一重港島防波堤灯台 長崎県対馬市（一重港島防波堤外端）
- 対馬佐賀港北防波堤灯台 長崎県対馬市（佐賀港北防波堤外端）
- 対馬泉港外防波堤灯台 長崎県対馬市（泉港外防波堤外端）
- 対馬豊港防波堤A灯台 長崎県対馬市（豊港防波堤A外端）
- 鯛之浦港阿瀬津防波堤灯台 長崎県南松浦郡新上五島町（鯛之浦港阿瀬津防波堤外端）
- 大根坂港屋東東防波堤灯台 長崎県平戸市（大根坂港屋東東防波堤外端）
- 大三東港北防砂堤灯台 長崎県島原市（大三東港北防砂堤外端）
- 大船越港沖防波堤東灯台 長崎県対馬市（大船越港沖防波堤東端）
- 大船越港南防波堤灯台 長崎県対馬市（大船越港南防波堤外端）
- 大浜港南防波堤灯台 長崎県五島市（大浜港南防波堤外端）
- 大宝港南防波堤灯台 長崎県五島市（大宝港南防波堤外端）
- 調川港北防波堤灯台 長崎県松浦市（調川港北防波堤北東端）
- 長崎漁港三重東防波堤灯台 長崎県長崎市（長崎漁港三重東防波堤外端）
- 長崎漁港三重南防波堤西灯台 長崎県長崎市（長崎漁港三重南防波堤西端）
- 長崎県豆酘港南防波堤灯台 長崎県豆酘港（南防波堤外端）
- 長崎県美津島港南防波堤灯台 長崎県対馬市（美津島港南防波堤外端）
- 長崎県美津島港北防波堤灯台 長崎県対馬市（美津島港北防波堤外端）
- 長崎港旭町防波堤灯台 長崎県長崎港（旭町防波堤外端）
- 長崎港口防波堤灯台 長崎県長崎港第5区（長崎港口防波堤外端）
- 長崎港小江沖防波堤灯台 長崎県長崎港第6区（小江沖防波堤外端）
- 長与港防波堤A灯台 長崎県西彼杵郡長与町（長与港防波堤A外端）
- 的山大島港神ノ浦防波堤灯台 長崎県大島港（神ノ浦防波堤外端）
- 的山大島港的山外防波堤灯台 長崎県大島港（的山外防波堤外端）
- 的山大島港的山東防波堤灯台 長崎県大島港（的山東防波堤外端）
- 笛吹港島防波堤灯台 長崎県笛吹港（島防波堤南端）
- 田助港外防波堤灯台 長崎県平戸市（田助港外防波堤外端）
- 田平港西防波堤灯台 長崎県田平港（西防波堤外端）
- 度島港沖A防波堤南灯台 長崎県平戸市（度島港沖A防波堤南端）
- 唐舟志港A防波堤灯台 長崎県対馬市（唐舟志港A防波堤外端）
- 島原港防波堤灯台 長崎県島原港（防波堤外端）
- 島原新港南防波堤灯台 長崎県島原市（島原港南防波堤北北西端）
- 島原湯江港北防波堤A灯台 長崎県島原市（湯江港北防波堤A外端）
- 豆酘港沖防波堤西灯台 長崎県豆酘港（沖防波堤西端）
- 豆酘港西防波堤灯台 長崎県豆酘港（西防波堤外端）
- 豆酘港浅藻南防波堤灯台 長崎県対馬市（豆酘港浅藻南防波堤外端）
- 堂崎港西防波堤灯台 長崎県南島原市（堂崎港西防波堤外端）
- 奈摩港北防波堤灯台 長崎県南松浦郡新上五島町（奈摩港北防波堤外端）
- 奈留島港浦防波堤灯台 長崎県奈留島港（浦防波堤外端）
- 奈留島港笠松F防波堤灯台 長崎県奈留島港（F防波堤外端）
- 奈良尾港小奈良尾沖防波堤灯台 長崎県奈良尾港（小奈良尾沖防波堤外端）
- 奈良尾港小奈良尾北防波堤灯台 長崎県奈良尾港（小奈良尾北防波堤南端）
- 奈良尾港南防波堤灯台 長崎県奈良尾港（南防波堤外端）
- 奈良尾港北防波堤灯台 長崎県奈良尾港（北防波堤外端）
- 南有馬港島堤灯台 長崎県南高来郡有馬町（南有馬港島堤東端）
- 薄香湾港西防波堤灯台 長崎県平戸市（薄香湾港西防波堤外端）
- 飯ノ瀬戸港西防波堤灯台 長崎県南松浦郡新上五島町（飯ノ瀬戸港西防波堤外端）
- 肥前丸尾港北防波堤灯台 長崎県南松浦郡新上五島町（丸尾港北防波堤外端）
- 肥前高島港南防波堤灯台 長崎県長崎市（高島港南防波堤外端）
- 浜串港沖防波堤A南灯台 長崎県南松浦郡新上五島町（浜串港沖防波堤A南端）
- 富江港沖防波堤B灯台 長崎県富江港（沖防波堤B外端）
- 富江港防波堤灯台 長崎県富江港（防波堤外端）
- 布津港湯田A防砂堤灯台 長崎県南島原市（布津港湯田A防砂堤外端）
- 福江港2号防波堤灯台 長崎県福江港（2号防波堤南東端）
- 福江港3号防波堤北灯台 長崎県福江港（3号防波堤北端）
- 平戸川内港沖防波堤灯台 長崎県平戸市（川内港沖防波堤外端）
- 平戸川内港防波堤灯台 長崎県平戸市（川内港防波堤外端）
- 平港沖防波堤南灯台 長崎県佐世保市（平港沖防波堤南端）
- 平港南防波堤灯台 長崎県佐世保市（平港南防波堤外端）
- 平島港沖防波堤灯台 長崎県西海市（平島港沖防波堤外端）
- 茂木港沖防波堤東灯台 長崎県茂木港（沖防波堤外端）
- 茂木港東防波堤灯台 長崎県茂木港（東防波堤外端）
- 有川港B防波堤灯台 長崎県有川港（B防波堤外端）
- 有川神之浦港防砂堤灯台 長崎県南松浦郡新上五島町（神之浦港防砂堤外端）
- 倭寇港南防波堤灯台 長崎県五島市（倭寇港南防波堤外端）
- 倭寇港A南防波堤灯台 長崎県五島市（倭寇港A南防波堤外端）
- 脇岬港南防波堤南灯台 長崎県脇岬港（南防波堤南端）
- 脇岬港南防波堤北灯台 長崎県脇岬港（南防波堤北端）
- 脇岬港北防波堤灯台 長崎県脇岬港（北防波堤外端）
- 鰐浦港沖防波堤灯台 長崎県対馬市（鰐浦港沖防波堤外端）

## 照射灯
- 2目照射灯 長崎県平戸市（広瀬導流堤灯台の西北西方約600メートル）
- トウノ瀬照射灯 長崎県長崎市（茂木港東防波堤灯台の南西方約3.8キロメートル）
- 鞍馬滝鼻亀瀬照射灯 長崎県壱岐市（鞍馬滝鼻）
- 掛り先鼻ヒシオガタ瀬照射灯 長崎県五島市（掛り先鼻灯台）
- 笠山鼻南方照射灯 長崎県五島市（笠山鼻灯台）
- 恵美須港東防波堤南方照射灯 長崎県壱岐市（恵美須港東防波堤灯台）
- 御床島西方照射灯 長崎県西海市（御床島灯台）
- 三井楽長崎鼻西方照射灯 長崎県五島市（三井楽長崎鼻灯台）
- 糸串鼻音無瀬照射灯 長崎県五島市（糸串鼻灯台）
- 舌埼東方照射灯 長崎県対馬市（舌埼灯台）
- 対馬瀬鼻北方照射灯 長崎県佐世保市（対馬瀬鼻灯台）
- 対馬長崎鼻北東方照射灯 長崎県対馬市（対馬長崎鼻灯台）
- 大碆鼻北東方照射灯 長崎県平戸市（大碆鼻灯台）
- 鶴舞埼鯨瀬照射灯 長崎県対馬市（耶良埼灯台の北方約1.4キロメートル）
- 塔埼妙瀬照射灯 長崎県対馬市（塔埼）
- 豆酘埼ミョー瀬照射灯 長崎県対馬市（豆酘埼灯台）
- 二目照射灯 長崎県平戸市（広瀬導流堤灯台の西北西約600メートル）
- 平戸早福瀬照射灯 長崎県平戸市（上阿値賀島三角点の南東方約4.9キロメートル）
- 野母北浦北方照射灯 長崎県長崎市（野母北浦灯台）

## 灯標
- カメオ瀬灯標 長崎県平戸市（カメオ瀬）
- ノ瀬灯標 三重埼（長崎県長崎市）の西南西方約700メートル
- モソ瀬灯標 長崎県島原港（島原港防波堤灯台の東南東方約450メートル）
- 伊万里笠瀬灯標 於手石鼻灯台（長崎県松浦市）の南南東方約2.5キロメートル
- 伊万里港福島灯標 伊万里港内（城ノ越山頂の南南西方約1.5キロメートル）
- 伊万里平瀬灯標 長崎県松浦市（平瀬）
- 壱岐フノリ瀬灯標 雷埼（長崎県壱岐市（大島））の北西方約690メートル
- 横曽根灯標 長崎県西海市（横曽根）
- 沖ノトン瀬灯標 長崎県壱岐市（沖ノトン瀬）
- 沖ノ瀬灯標 長崎県南島原市（沖ノ瀬）
- 関掛瀬北方灯標 葛島（長崎県南松浦郡新上五島町）の北方約460メートル
- 久賀島音無瀬灯標 長崎県五島市（久賀島音無瀬）
- 五島長ナ瀬灯標 五島棹埼灯台（長崎県南松浦郡新上五島町）の東北東方約2.7キロメートル
- 五島入道瀬灯標 長崎県五島市（入道瀬）
- 佐須奈港口灯標 長崎県佐須奈港内（向番瀬）
- 佐世保港離レ灯標 長崎県佐世保港第3区内（口木埼の北東方約1.3キロメートル）
- 佐世保航路第2号灯標 長崎県佐世保港第3区（庵埼の南西方約2.1キロメートル）
- 佐世保航路第3号灯標 長崎県佐世保港第3区（庵埼の南方約500メートル）
- 佐世保航路第4号灯標 長崎県佐世保港第3区（庵埼の南南東方約1.1キロメートル）
- 三味線島灯標 長崎県諫早市（向島の東方約400メートル）
- 舟志港栄螺礁灯標 長崎県対馬市（栄螺礁）
- 初埼灯標 長崎県松浦市（初埼）
- 小田助瀬灯標 平戸港灯台（長崎県平戸市）の南東方約1.3キロメートル
- 松島水道コ瀬灯標 松島港釜ノ浦防波堤灯台（長崎県西海市）の北北東方約540メートル
- 青方港一ノ瀬灯標 長崎県青方港内（横崎ノ鼻の南西方約300メートル）
- 千代ケ瀬灯標 長崎県壱岐市（千代ケ瀬）
- 銭島灯標 長崎県対馬市（銭島）
- 鼠瀬灯標 長崎県西海市（鼠瀬）
- 能瀬灯標 長崎県長崎市（能瀬）
- 八幡瀬灯標 長崎県五島市（八幡瀬）
- 肥前大平瀬灯標 牛ヶ首灯台（長崎県佐世保市）の東北東方約2.0キロメートル
- 肥前平瀬灯標 長崎県長崎市（平瀬）
- 浮瀬灯標 長崎県対馬市（浮瀬）
- 伏瀬灯標 大立島灯台（長崎県西海市）の北方約6.6キロメートル
- 平瀬灯標 長崎県長崎市（伊王島平瀬）
- 壺ケ瀬灯標 長崎県南松浦郡新上五島町（壺ケ瀬）

## 灯浮標
- アサマ灯浮標 青砂埼灯台（長崎県平戸市）の北方約1.7キロメートル
- アサ曽根灯浮標 奈留神鼻（長崎県五島市）の南南西方約1.5キロメートル
- イカヅチ瀬灯浮標 火焚埼（長崎県佐世保市）の南西方約700メートル
- オトナ瀬灯浮標 面高白瀬灯台（長崎県西海市）の南西方約3.8キロメートル
- センガンノ中瀬灯浮標 長崎県松島港（松島港松島防波堤灯台の南南東方約500メートル）
- ビンガ瀬東方灯浮標 調川港北防波堤灯台（長崎県松浦市）の西方約980メートル
- ミヨギ瀬灯浮標 端ノ島（長崎県西海市）の南方約1.0キロメートル
- ワリ瀬灯浮標 瀬戸港福島外防波堤灯台（長崎県西海市）の北西方約1.5キロメートル
- 伊豆島東方灯浮標 魚固島灯台（長崎県松浦市）の北西方約1.1キロメートル
- 伊万里港ウー瀬灯浮標 伊万里港内（ウートー鼻の北北西方約1.5キロメートル）
- 壱岐大曽根灯浮標 細埼（長崎県壱岐市）の南南西方約900メートル
- 臼浦港コウゴ瀬北灯浮標 長崎県臼浦港（笹島南端の南南西方約460メートル）
- 沖ノ揖懸灯浮標 向後崎灯台（長崎県佐世保市）の北西方約1.7キロメートル
- 沖ノ六ツ瀬灯浮標 下枯木島灯台（長崎県平戸市）の北東方約5.8キロメートル
- 沖ノ楫懸灯浮標 高後埼灯台（長崎県佐世保市）の北西方約1.7キロメートル
- 火力発電所松浦港沖灯浮標 岳崎鼻（長崎県松浦市）の南南東方約1.6キロメートル
- 海老ケ曽根灯浮標 口木埼（長崎県佐世保市）の南南西方約1.5キロメートル
- 樺島水道揖懸灯浮標 大立神灯台（長崎県長崎市）の東方約2.6キロメートル
- 鴨瀬灯浮標 広瀬灯台（長崎県平戸市）の南東方約280メートル
- 干切瀬沖灯浮標 肥前丸尾港北防波堤灯台（長崎県南松浦郡新上五島町）の東北東方約560メートル
- 丸曽根灯浮標 牛ケ首灯台（長崎県佐世保市）の東北東方約3.3キロメートル
- 宮崎出シ灯浮標 チヒリ鼻（長崎県松浦市）の東方約450メートル
- 牛島沖灯浮標 郷埼灯台（長崎県対馬市）の北東方約3.0キロメートル
- 金剛曽根灯浮標 赤ハエ鼻灯台（長崎県五島市）の北方約820メートル
- 五島神浦出シ東灯浮標 殿崎鼻（長崎県北松浦郡小値賀町）の東南東方約700メートル
- 五島能瀬灯浮標 糸串鼻灯台（長崎県五島市）の南南東方約4.2キロメートル
- 口曽根灯浮標 奈留神鼻（長崎県五島市）の南方約670メートル
- 甲ノ瀬灯浮標 長崎県脇岬港（脇岬港南防波堤南灯台の東方約930メートル）
- 佐世保港チドリ瀬西灯浮標 長崎県佐世保港第1区内（佐世保港弁天島灯台の南西方約240メートル）
- 佐世保港沖ノ曽根南灯浮標 長崎県佐世保港第1区内（佐世保港弁天島灯台の南方約430メートル）
- 佐世保港口第1号灯浮標 向後埼灯台（長崎県佐世保市）の南南東方約350メートル
- 佐世保港口第2号灯浮標 長崎県佐世保港内（向後埼灯台の東南東方約900メートル）
- 佐世保港航路第2号灯浮標 長崎県佐世保港第3区（庵埼の南西方約2.1キロメートル）
- 佐世保港上ノチドリ瀬灯浮標 長崎県佐世保港第1区内（佐世保港弁天島灯台の北方約480メートル）
- 佐世保港前畑沖灯浮標 長崎県佐世保港第1区（佐世保港弁天島灯台の南東方約470メートル）
- 佐世保港大森瀬灯浮標 長崎県佐世保港第3区内（大森鼻の南方約300メートル）
- 佐世保港大瀬灯浮標 長崎県佐世保港第1区内（佐世保港弁天島灯台の東北東方約450メートル）
- 佐世保港大曽根灯浮標 長崎県佐世保港第3区内（口木埼の南西方約800メートル）
- 佐世保港第2号灯浮標 長崎県佐世保港第2区（佐世保港弁天島灯台の南南東方約2.2キロメートル）
- 佐世保港第4号灯浮標 長崎県佐世保港第1区（佐世保港弁天島灯台の南東方約470メートル）
- 佐世保港百間鼻灯浮標 長崎県佐世保港第3区内（大森鼻の東方約520メートル）
- 佐世保港本船沖灯浮標 長崎県佐世保港第2区内（佐世保港弁天島灯台の南南西方約1.0キロメートル）
- 佐世保港鰾ノ鼻灯浮標 長崎県佐世保港第2区内（佐世保港弁天島灯台の南南東方約1.1キロメートル）
- 佐世保航路第1号灯浮標 長崎県佐世保港第3区内（庵埼の南方約500メートル）
- 佐世保航路第2号灯浮標 長崎県佐世保港第3区内（庵埼の南西方約2.1キロメートル）
- 佐世保航路第3号灯浮標 長崎県佐世保港第3区内（庵埼の南方約500メートル）
- 佐世保航路第4号灯浮標 長崎県佐世保港第3区内（庵埼の南南東方約1.1キロメートル）
- 崎戸港第1号灯浮標 長崎県崎戸港内（崎戸港フツノ浦導灯（前灯）の西北西方約460メートル）
- 崎戸港第2号灯浮標 長崎県崎戸港内（崎戸港フツノ浦導灯（前灯）の西北西方約300メートル）
- 崎戸港第3号灯浮標 長崎県崎戸港内（崎戸港フツノ浦導灯（前灯）の北北西方約420メートル）
- 崎戸港第4号灯浮標 長崎県崎戸港内（崎戸港フツノ補導灯（前灯）の北方約380メートル）
- 三重式見港三重中央灯浮標 長崎県三重式見港内（三重崎の南東方約1.5キロメートル）
- 四港建相浦第3号灯浮標 長崎県相浦港内（笠松鼻の北東方約760メートル）
- 四港建相浦第4号灯浮標 長崎県相浦港内（笠松鼻の北東方約530メートル）
- 鹿町海老曽根灯浮標 青砂埼灯台（長崎県平戸市）の南方約5.5キロメートル
- 杓子瀬灯浮標 伊奈港西防波堤灯台（長崎県対馬市）の南西方約1.9キロメートル
- 松浦港火力発電所一ツ瀬灯浮標 長崎県松浦港内（岳崎鼻の南方約2.2キロメートル）
- 松島水道舵掛瀬灯浮標 長崎県瀬戸港内（瀬戸港福島外防彼堤灯台の北北西方約910メートル）
- 青方港国家石油備蓄基地タロミ瀬灯浮標 長崎県青方港（折島三角点の北東方約1.2キロメートル）
- 青方港国家石油備蓄基地相ノ瀬灯浮標 長崎県青方港（折島三角点の北方約1.4キロメートル）
- 青方港国家石油備蓄基地泊地南東端灯浮標 長崎県青方港（折島三角点の南東方約1.6キロメートル）
- 青方港石油備蓄タロミ瀬灯浮標 長崎県青方港内（折島三角点の北東方約1.2キロメートル）
- 青方港石油備蓄相ノ瀬灯浮標 長崎県青方港内（折島三角点の北方約1.4キロメートル）
- 青方港石油備蓄相瀬灯浮標 長崎県青方港内（折島三角点の北方約1.4キロメートル）
- 青方港石油備蓄泊地南東端灯浮標 長崎県青方港内（折島三角点の南東方約1.6キロメートル）
- 赤バナ曽根灯浮標 瀬戸港福島外防波堤灯台（長崎県西海市）の北西方約520メートル
- 浅瀬灯浮標 面高白瀬灯台（長崎県西海市）の南南西方約2.3キロメートル
- 洗出シノ瀬灯浮標 向後埼灯台（長崎県佐世保市）の南南西方約980メートル
- 相浦港四港建仮設灯浮標 長崎県相浦港内（赤島西端の西方約770メートル）
- 相浦港四港建第1号仮設灯浮標 長崎県相浦港内（赤島西端の西方約350メートル）
- 相浦港四港建第2号仮設灯浮標 長崎県相浦港内（笠松鼻の北西方約270メートル）
- 相浦港四港建第3号仮設灯浮標 長崎県相浦港内（笠松鼻の北北西方約360メートル）
- 相浦港四港建第4号仮設灯浮標 長崎県相浦港内（笠松鼻の北北西方約250メートル）
- 相浦港第1号灯浮標 長崎県相浦港内（赤島西端の西南西方約790メートル）
- 相浦港第3号灯浮標 長崎県相浦港内（赤島西端の西方約320メートル）
- 相浦港第4号灯浮標 長崎県相浦港内（赤島西端の西方約100メートル）
- 大白瀬灯浮標 青砂埼灯台（長崎県平戸市）の南方約3.4キロメートル
- 大野瀬灯浮標 魚固島灯台（長崎県松浦市）の西方約1.0キロメートル
- 滝瀬灯浮標 牛ケ首灯台（長崎県佐世保市）の東南東方約2.7キロメートル
- 中ノ曽根灯浮標 端ノ島（長崎県西海市）の南方約520メートル
- 柱瀬灯浮標 長崎県五島市（柱瀬）
- 長崎漁港三重中央灯浮標 三重崎（長崎県長崎市）の南東方約1.5キロメートル
- 長崎県三重浦灯浮標 三重埼（長崎県長崎市）の南東方約1.5キロメートル
- 長崎港ゴンベイ出シ灯浮標 長崎県長崎港第4区（杵通ノ鼻の北北東方約390メートル）
- 長崎港ハンドー瀬灯浮標 長崎県長崎港第3区内（高鉾島東端の東北東方約760メートル）
- 長崎港女神鼻沖灯浮標 長崎県長崎港第2区内（女神鼻北端の西北西方約100メートル）
- 長崎港揖懸灯浮標 長崎県長崎港第5区内（長崎港口防波堤灯台の東方約720メートル）
- 長崎航路第1号灯浮標 長崎県長崎港第3区（神崎鼻の南南東方約100メートル）
- 長崎航路第4号灯浮標 長崎県長崎港第2区（小菅鼻の西北西方約60メートル）
- 長崎三重浦灯浮標 三重埼（長崎県長崎市）の南東方約1.5キロメートル
- 長者原埼沖灯浮標 金城岩灯台（長崎県壱岐市）の西北西方約1.5キロメートル
- 島原三会沖灯浮標 島原灯台（長崎県島原市）の北方約3.1キロメートル
- 島原灯浮標 島原港防波堤灯台（長崎県島原市）の南東方約1.3キロメートル
- 内ノ瀬灯浮標 面高白瀬灯台（長崎県西海市）の南西方約2.3キロメートル
- 二ツ瀬灯浮標 島原港防波堤灯台（長崎県島原市）の東方約2.3キロメートル
- 薄香湾舵掛岩灯浮標 薄香湾港西防波堤灯台（長崎県平戸市）の西北西方約1.4キロメートル
- 薄香湾舵掛灯浮標 薄香湾港西防波堤灯台（長崎県平戸市）西北西方約1.4キロメートル）
- 肥前松島北方灯浮標 松島港松島防波堤灯台（長崎県西海市）の北西方約2.1キロメートル
- 肥前大島港第1号灯浮標 屋敷ノ鼻（長崎県西海市）の北方約360メートル
- 肥前大島港第3号灯浮標 屋敷ノ鼻（長崎県西海市）の南西方約330メートル
- 平戸音無瀬灯浮標 下枯木島灯台（長崎県平戸市）の北北東方約2.8キロメートル
- 米瀬灯浮標 下枯木島灯台（長崎県平戸市）の南西方約2.8キロメートル
- 片島水道中ノ瀬東灯浮標 面高白瀬灯台（長崎県西海市）の東南東方約1.4キロメートル
- 餅米瀬灯浮標 牛ケ首灯台（長崎県佐世保市）の東方約3.2キロメートル
- 鬢島北東方灯浮標 松島港松島防波堤灯台（長崎県西海市）の北方約1.0キロメートル

## 浮標
- 佐世保港えいノ鼻浮標 長崎県佐世保港第2区（佐世保港弁天島灯台の南南東方約1.1キロメートル）
- 佐世保港大瀬浮標 長崎県佐世保港第1区（佐世保港弁天島灯台の東北東方約450メートル）
- 佐世保港第4号浮標 長崎県佐世保港第1区内（佐世保港弁天島灯台の南東方約470メートル）
- 相浦港赤島沖浮標 長崎県相浦港内（赤島西端の西方約100メートル）
- 調川港沖海洋牧場浮標灯 調川港北防波堤灯台（長崎県松浦市）の西方約1.5キロメートル

## 導灯
- 長崎漁港三重導灯（前灯） 長崎県長崎市（長崎漁港三重東防波堤灯台の北東方約980メートル）
- 長崎漁港三重導灯（後灯） 長崎県長崎市（前灯の北方約130メートル）
- 相ノ浦港導灯（前灯） 長崎県佐世保市（相ノ浦）
- 相ノ浦港導灯（後灯） 長崎県佐世保市（前灯の北東方約190メートル）
- 西泊湾導灯（前灯） 長崎県対馬市（尉殿埼灯台の北西方約1.5キロメートル）
- 西泊湾導灯（後灯） 長崎県対馬市（前灯の西北西方約113メートル）
- 勝本港第1号導灯（前灯） 長崎県壱岐市（若宮島）
- 勝本港第1号導灯（後灯） 長崎県壱岐市（前灯の南南西方約60メートル）
- 三重式見港三重導灯（前灯） 長崎県長崎市（三重式見港三重東防波堤灯台の北東方約980メートル）
- 三重式見港三重導灯（後灯） 長崎県長崎市（前灯の北方約130メートル）
- 崎戸港フツノ浦導灯（前灯） 長崎県西海市（永浦）
- 崎戸港フツノ浦導灯（後灯） 長崎県崎戸港（前灯の東南東方約170メートル）
- 岐宿港導灯（前灯） 長崎県五島市（団助鼻の南南西方約490メートル）
- 岐宿港導灯（後灯） 長崎県五島市（前灯の南南西方約55メートル）

## シーバース灯
- 青方港国家石油備蓄基地シーバース灯 長崎県青方港（折島三角点の東方約440メートル）
- 青方港石油備蓄シーバース灯 長崎県青方港（折島三角点の東方約440メートル）

## 橋梁灯
- 樺島大橋橋梁灯（C1灯） 長崎県脇岬港内（樺島港外防波堤灯台の東北東方約360メートル）
- 樺島大橋橋梁灯（L1灯） 樺島大橋橋梁灯（C1灯）の北西方約48メートル
- 樺島大橋橋梁灯（R1灯） 樺島大橋橋梁灯（C1灯）の南東方約48メートル）
- 郷ノ浦大橋橋梁灯（C1灯） 長崎県郷ノ浦港内（郷ノ浦港北防波堤灯台の東方約420メートル）
- 郷ノ浦大橋橋梁灯（C1標） 長崎県郷ノ浦港内（郷ノ浦港北防波堤灯台の東方約420メートル）
- 郷ノ浦大橋橋梁灯（C2灯） 長崎県郷ノ浦港内（郷ノ浦港北防波堤灯台の東方約440メートル）
- 郷ノ浦大橋橋梁灯（C2標） 長崎県郷ノ浦港内（郷ノ浦港北防波堤灯台の東方約440メートル）
- 玉之浦大橋橋梁灯（C1灯） 長崎県玉之浦港内（玉之浦港防砂堤灯台の南東方約600メートル）
- 玉之浦大橋橋梁灯（C2灯） 長崎県玉之浦港内（玉之浦港防砂堤灯台の南東方約610メートル）
- 寺島橋橋梁灯（C1灯） 長崎県馬込港内（寺島三角点の西南西方約760メートル）
- 寺島橋橋梁灯（L1灯） 寺島橋橋梁灯（C1灯）の西北西方約50メートル
- 寺島橋橋梁灯（R1灯） 寺島橋橋梁灯（C1灯）の東南東方約50メートル
- 若松大橋橋梁灯（C1灯） 長崎県南松浦郡新上五島町（若松大橋中央）
- 若松大橋橋梁灯（L1灯） 若松大橋橋梁灯（C1灯）の東方約90メートル
- 若松大橋橋梁灯（P1灯） 若松大橋橋梁灯（C1灯）の東方約120メートル
- 若松大橋橋梁灯（P2灯） 若松大橋橋梁灯（C1灯）の東方約120メートル
- 若松大橋橋梁灯（P3灯） 若松大橋橋梁灯（C1灯）の西方約120メートル
- 若松大橋橋梁灯（P4灯） 若松大橋橋梁灯（C1灯）の西方約120メートル
- 若松大橋橋梁灯（R1灯） 若松大橋橋梁灯（C1灯）の西方約90メートル
- 女神大橋橋梁灯（C1灯） 長崎県長崎港（女神大橋中央）
- 女神大橋橋梁灯（L1灯） 女神大橋橋梁灯（C1灯）の西北西方約83メートル
- 女神大橋橋梁灯（P1灯） 女神大橋橋梁灯（C1灯）の西北西方約250メートル
- 女神大橋橋梁灯（P2灯） 女神大橋橋梁灯（C1灯）の西北西方約250メートル
- 女神大橋橋梁灯（P3灯） 女神大橋橋梁灯（C1灯）の東南東方約200メートル
- 女神大橋橋梁灯（P4灯） 女神大橋橋梁灯（C1灯）の東方約230メートル
- 女神大橋橋梁灯（R1灯） 女神大橋橋梁灯（C1灯）の東南東方約83メートル
- 生月大橋橋梁灯（C1灯） 長崎県平戸市（生月大橋中央）
- 生月大橋橋梁灯（L1灯） 生月大橋橋梁灯（C1灯）の南東方約160メートル
- 生月大橋橋梁灯（P1灯） 生月大橋橋梁灯（C1灯）の南東方約200メートル
- 生月大橋橋梁灯（P2灯） 生月大橋橋梁灯（C1灯）の南東方約200メートル
- 生月大橋橋梁灯（P3灯） 生月大橋橋梁灯（C1灯）の北西方約200メートル
- 生月大橋橋梁灯（P4灯） 生月大橋橋梁灯（C1灯）の北西方約200メートル
- 生月大橋橋梁灯（R1灯） 生月大橋橋梁灯（C1灯）の北西方約160メートル
- 大島大橋橋梁灯（L1灯） 大島大橋橋梁灯（C1灯）の東方約160メートル
- 大島大橋橋梁灯（P1灯） 大島大橋橋梁灯（C1灯）の東方約430メートル
- 大島大橋橋梁灯（P2灯） 大島大橋橋梁灯（C1灯）の東方約430メートル
- 大島大橋橋梁灯（P3灯） 大島大橋橋梁灯（C1灯）の東方約340メートル
- 大島大橋橋梁灯（P4灯） 大島大橋橋梁灯（C1灯）の東方約340メートル
- 大島大橋橋梁灯（P5灯） 大島大橋橋梁灯（C1灯）の東方約180メートル
- 大島大橋橋梁灯（P6灯） 大島大橋橋梁灯（C1灯）の東方約180メートル
- 大島大橋橋梁灯（P7灯） 大島大橋橋梁灯（C1灯）の西方約180メートル
- 大島大橋橋梁灯（P8灯） 大島大橋橋梁灯（C1灯）の西方約180メートル
- 大島大橋橋梁灯（P9灯） 大島大橋橋梁灯（C1灯）の西方約330メートル
- 大島大橋橋梁灯（P10灯） 大島大橋橋梁灯（C1灯）の西方約330メートル
- 大島大橋橋梁灯（P11灯） 大島大橋橋梁灯（C1灯）の西方約410メートル
- 大島大橋橋梁灯（P12灯） 大島大橋橋梁灯（C1灯）の西方約410メートル
- 大島大橋橋梁灯（R1灯） 大島大橋橋梁灯（C1灯）の西方約160メートル
- 長崎県大島大橋橋梁灯（C1灯） 長崎県西海市（大島大橋南側面中央）
- 長崎県大島大橋橋梁灯（L1灯） 長崎県大島大橋橋梁灯（C1灯）の東方約160メートル
- 長崎県大島大橋橋梁灯（P1灯） 長崎県大島大橋橋梁灯（C1灯）の東方約430メートル
- 長崎県大島大橋橋梁灯（P2灯） 長崎県大島大橋橋梁灯（C1灯）の東方約430メートル
- 長崎県大島大橋橋梁灯（P3灯） 長崎県大島大橋橋梁灯（C1灯）の東方約340メートル
- 長崎県大島大橋橋梁灯（P4灯） 長崎県大島大橋橋梁灯（C1灯）の東方約340メートル
- 長崎県大島大橋橋梁灯（P5灯） 長崎県大島大橋橋梁灯（C1灯）の東方約180メートル
- 長崎県大島大橋橋梁灯（P6灯） 長崎県大島大橋橋梁灯（C1灯）の東方約180メートル
- 長崎県大島大橋橋梁灯（P7灯） 長崎県大島大橋橋梁灯（C1灯）の西方約180メートル
- 長崎県大島大橋橋梁灯（P8灯） 長崎県大島大橋橋梁灯（C1灯）の西方約180メートル
- 長崎県大島大橋橋梁灯（P9灯） 長崎県大島大橋橋梁灯（C1灯）の西方約330メートル
- 長崎県大島大橋橋梁灯（P10灯） 長崎県大島大橋橋梁灯（C1灯）の西方約330メートル
- 長崎県大島大橋橋梁灯（P11灯） 長崎県大島大橋橋梁灯（C1灯）の西方約410メートル
- 長崎県大島大橋橋梁灯（P12灯） 長崎県大島大橋橋梁灯（C1灯）の西方約410メートル
- 長崎県大島大橋橋梁灯（R1灯） 長崎県大島大橋橋梁灯（C1灯）の西方約160メートル
- 長崎港旭大橋橋梁灯（C1灯） 長崎県長崎港第1区内（長崎港元船突堤灯台の北北西方約640メートル）
- 長崎港旭大橋橋梁灯（C2灯） 長崎県長崎港第1区内（長崎港元船突堤灯台の北北西方約660メートル）
- 長崎港旭大橋橋梁灯（L1灯） 長崎港旭大橋橋梁灯（C1灯）の西方約19メートル
- 長崎港旭大橋橋梁灯（L2灯） 長崎港旭大橋橋梁灯（C2灯）の西方約19メートル
- 長崎港旭大橋橋梁灯（R1灯） 長崎港旭大橋橋梁灯（C1灯）の東方約19メートル
- 長崎港旭大橋橋梁灯（R2灯） 長崎港旭大橋橋梁灯（C2灯）の東方約19メートル
- 平戸大橋橋梁灯（C1灯） 長崎県平戸市（平戸大橋中央）

## 橋梁標
- 樺島大橋橋梁標（C1標） 長崎県脇岬港内（樺島港外防波堤灯台の東北東方約360メートル）
- 樺島大橋橋梁標（C2標） 長崎県脇岬港内（樺島港外防波堤灯台の東北東方約370メートル）
- 樺島大橋橋梁標（L1標） 樺島大橋橋梁標（C1標）の北西方約48メートル
- 樺島大橋橋梁標（L2標） 樺島大橋橋梁標（C2標）の北西約48メートル
- 樺島大橋橋梁標（R1標） 樺島大橋橋梁標（C1標）の南東方約48メートル
- 樺島大橋橋梁標（R2標） 樺島大橋橋梁標（C2標）の南東方約48メートル
- 郷ノ浦大橋橋梁標（C1標） 長崎県郷ノ浦港（郷ノ浦大橋西側面中央）
- 郷ノ浦大橋橋梁標（C2標） 長崎県郷ノ浦港（郷ノ浦大橋東側面中央）
- 寺島橋橋梁標（C1標） 長崎県馬込港内（寺島三角点の西南西方約760メートル）
- 寺島橋橋梁標（C2標） 長崎県馬込港内（寺島三角点の西南西方約760メートル）
- 寺島橋橋梁標（L1標） 寺島橋橋梁標（C1標）の西北西方約50メートル
- 寺島橋橋梁標（L2標） 寺島橋橋梁標（C2標）の西北西方約50メートル
- 寺島橋橋梁標（R1標） 寺島橋橋梁標（C1標）の東南東方約50メートル
- 寺島橋橋梁標（R2標） 寺島橋橋梁標（C2標）の東南東方約50メートル
- 若松大橋橋梁標（C1標） 長崎県南松浦郡新上五島町（若松大橋南側面中央）
- 若松大橋橋梁標（C2標） 長崎県南松浦郡新上五島町（若松大橋北側面中央）
- 若松大橋橋梁標（L1標） 若松大橋橋梁標（C1標）の東方約90メートル
- 若松大橋橋梁標（L2標） 若松大橋橋梁標（C2標）の東方約90メートル
- 若松大橋橋梁標（R1標） 若松大橋橋梁標（C1標）の西方約90メートル
- 若松大橋橋梁標（R2標） 若松大橋橋梁標（C2標）の西方約90メートル
- 女神大橋橋梁標（C1標） 長崎県長崎港（女神大橋南側面中央）
- 女神大橋橋梁標（C2標） 長崎県長崎港（女神大橋北側面中央）
- 女神大橋橋梁標（L1標） 女神大橋橋梁標（C1標）の西北西方約83メートル
- 女神大橋橋梁標（L2標） 女神大橋橋梁標（C2標）の西北西方約83メートル
- 女神大橋橋梁標（R1標） 女神大橋橋梁標（C1標）の東南東方約150メートル
- 女神大橋橋梁標（R2標） 女神大橋橋梁標（C2標）の東南東方約84メートル
- 生月大橋橋梁標（C1標） 長崎県平戸市（生月大橋北側面中央）
- 生月大橋橋梁標（C2標） 生月大橋橋梁標（C1標）の北西方約160メートル
- 生月大橋橋梁標（L1標） 生月大橋橋梁標（C1標）の南東方約160メートル
- 生月大橋橋梁標（L2標） 生月大橋橋梁標（C2標）の南東方約160メートル
- 生月大橋橋梁標（R1標） 生月大橋橋梁標（C1標）の北西方約160メートル
- 生月大橋橋梁標（R2標） 生月大橋橋梁標（C2標）の北西方約160メートル
- 大島大橋橋梁標（L1標） 大島大橋橋梁標（C1標）の東方約160メートル
- 大島大橋橋梁標（L2標） 大島大橋橋梁標（C2標）の東方約160メートル
- 大島大橋橋梁標（R1標） 大島大橋橋梁標（C1標）の西方約160メートル
- 大島大橋橋梁標（R2標） 大島大橋橋梁標（C2標）の西方約160メートル
- 長崎県大島大橋橋梁標（C1標） 長崎県西海市（大島大橋南側面中央）
- 長崎県大島大橋橋梁標（C2標） 長崎県西海市（大島大橋北側面中央）
- 長崎県大島大橋橋梁標（L1標） 長崎県大島大橋橋梁標（C1標）の東方約160メートル
- 長崎県大島大橋橋梁標（L2標） 長崎県大島大橋橋梁標（C2標）の東方約160メートル
- 長崎県大島大橋橋梁標（R1標） 長崎県大島大橋橋梁標（C1標）の西方約160メートル
- 長崎県大島大橋橋梁標（R2標） 長崎県大島大橋橋梁標（C2標）の西方約160メートル

## 無線方位信号所
- 対馬北無線方位信号所 長崎県対馬市（鰐浦）
- 豆酘埼無線方位信号所 長崎県対馬市（豆酘埼）

## ディファレンシャルGPS局
- 若宮ディファレンシャルGPS局 長崎県壱岐市（若宮島）
- 大瀬埼ディファレンシャルGPS局 長崎県五島市（大瀬埼）

## その他
- 崎山鼻北東方洋上風力発電施設灯 崎山港沖防波堤南灯台（長崎県五島市（崎山港沖防波堤南端））の東北東方約4.7キロメートル
- 青方港国家石油備蓄基地樽見導標（前標） 長崎県南松浦郡新上五島町（折島三角点の北東方約2.6キロメートル）
- 青方港国家石油備蓄基地樽見導標（後標） 長崎県南松浦郡新上五島町（前標の東北東方約34メートル）
- 長崎市網場湾海洋牧場施設灯 牧島（長崎県長崎市）山頂の南西方約820メートル
- 富江港沖ノ黒瀬立標 長崎県五島市（沖ノ黒瀬）